# Lola Castelló Colomer
Lola Castelló Colomer (català: Dolors Castelló Colomer)  (Aielo de Malferit, 1947) és una dissenyadora industrial i empresària valenciana.
Va graduar-se en Decoració l'any 1969 a l'Escola d'Arts i Oficis de València. En aquella època va emprendre un viatge per Bèlgica i els Països Baixos, on va descobrir el disseny punter a Europa. De tornada a casa, als anys setanta, va dedicar-se a l'interiorisme i va tenir una breu experiència com a dissenyadora de mobiliari, creant una col·lecció d'estil escandinau. L'any 1980, Castelló i el seu marit, Vicent Martínez, funden Punt Mobles, que esdevindria referent en el sector, sent guardonats amb el Premio Nacional de Diseño de 1997. Compaginant-ho amb la gestió comercial de l'empresa, Lola Castelló va continuar amb la creació de dissenys. La cadira Nit seria escollida per Arata Isozaki per l'Anuari de Disseny Internacional de 1988. A més de mobles, en la seva col·lecció s'hi troben elements com catifes o vaixella.
Entre les seves aportacions, destaca la recuperació de mobles quotidians de la vida domèstica que han anat caigut en desús. N'és un exemple la taula braser, a la que va dedicar La Camilla l'any 1993. Les creacions de Lola Castelló, en les que resalta la conjunció entre funcionalitat i estètica, han sigut exposades a l'Institut Valencià d'Art Modern o al Museu Valencià de la Il·lustració i de la Modernitat. La valenciana també és coneguda per exigir el degut reconeixement al paper de la dona en la indústria i la inclusió del prisma feminista en la creació de tot tipus de dissenys. Ha destacat Ray Eames i Sonia Delaunay com algunes de les seves primeres referents.
El 2023, l'Arxiu Valencià del Disseny va dedicar a Castelló un espai dintre dels seu projecte La memòria del disseny valencià. Així mateix, Lola Castelló va ser una de les dissenyadores presents a l'exposició Som aquí. Les dones en el disseny 1900-avui, organitzada el 2023 pel Museu del Disseny de Barcelona, que recuperava les dissenyadores pioneres dels anys 1960, 1970 i 1980 a Catalunya.